# 瓊丘內山
16°17′34″S 70°22′26″W / 16.29278°S 70.37389°W
瓊丘內山（Ch'unch'uni），是秘魯的山峰，位於該國南部莫克瓜大區，由桑切斯將軍山省的伊丘尼亞區負責管轄，屬於安地斯山脈的一部分，海拔高度5,000米。